# Gevechtsvoertuig
Een gevechtsvoertuig is een militair voertuig met een gevechtsfunctie. Uit die gevechtsfunctie volgt doorgaans het feit dat deze voertuigen beschikken over bewapening, voor eigen beveiliging of indien de functie dit vereist voor de aanval.
Bekende gevechtsvoertuigen zijn de:
- Tank: een gepantserd rupsvoertuig met een 360° draaibare toren waarin als hoofdbewapening een kanon is opgenomen en een of meer mitrailleurs als nevenbewapening;
- APC (Armoured Personnel Carrier) een gepantserd personeelstransportvoertuig, gebruikt voor het vervoeren van een groep infanterie, met een boordwapen als ondersteuning voor deze groep. Onderstel kan rupsbanden hebben of wielen. Boordwapen kan diverse afmetingen hebben, variërend van een eenvoudige mitrailleur tot een 35 mm snelvuurkanon;
- Gemechaniseerde artillerie, of vuurmond op motor affuit (Engels: Self-propelled Gun) een vuurmond voor het afvuren van zware projectielen of granaten over langere afstanden (tientallen kilometers) op een zelfrijdend onderstel. Meestal voorzien van rupsbanden, maar wielen komen ook voor.